# Fale Burman (militär)
Fale Faleson Burman, född 12 januari 1903 i Malmö garnisonsförsamling i Malmöhus län, död 6 september 1973 i Råsunda församling i Stockholms län, var en svensk militär.

## Biografi
Burman avlade studentexamen vid Nya Elementarskolan i Stockholm 1920. Han avlade officersexamen vid Krigsskolan 1922 och utnämndes samma år till fänrik vid Skånska husarregementet, där han befordrades till underlöjtnant 1924 och till löjtnant 1927. Från och med 1928 tjänstgjorde han vid Skånska kavalleriregementet. Han gick på Arméns rid- och körskola 1923–1924 och på Gymnastiska Centralinstitutet 1924–1926 samt studerade Allmänna artillerikursen vid Artilleri- och ingenjörhögskolan 1928–1930 och Högre artillerikursen där 1930–1932. Han var aspirant vid Generalstaben 1933–1935, befordrades till kapten vid Generalstaben 1935 och utnämndes till ryttmästare vid Skånska kavalleriregementet 1936. Han var chef för Utrustningsdetaljen i Organisationsavdelningen vid Generalstaben och gjorde därvid ”betydande insatser på olika utrustningsområden under försvarets förstärkning i slutet av 1930-talet, bl a i fråga om anskaffning av stridsvagnar”. Åren 1940–1941 tillhörde han Jämtlands fältjägarregemente och var avdelningschef vid Arméstaben. År 1941 befordrades han till major i Generalstabskåren, varpå han var stabschef vid staben i II. arméfördelningen 1941–1942 och vid staben i II. militärområdet 1942–1944.
Därefter befordrades Burman till överstelöjtnant 1944 och tjänstgjorde vid Skånska pansarregementet 1944–1945, vid Göta pansarlivgarde 1946 och vid Södermanlands pansarregemente 1946–1949. Han var försvarsattaché vid ambassaden i Ankara 1948–1950 och vid ambassaderna i Aten och Teheran 1949–1950, befordrad till överste i pansartrupperna 1949. År 1951 utnämndes han till chef för Gotlands infanteriregemente, men innan han tillträdde chefskapet utnämndes han i stället till sekundchef vid Göta pansarlivgarde – en post som han kom att bekläda 1951–1955. Därpå var han signalinspektör vid Arméstaben 1955–1959. Efter att ha befordrats till generalmajor 1959 var han befälhavare för VII. militärområdet 1959–1963 och befälhavare för III. militärområdet 1963–1966. Åren 1966–1968 stod Burman till överbefälhavarens förfogande, varpå han inträdde som generallöjtnant i reserven 1968.
Fale Burman invaldes 1958 som ledamot av Kungliga Krigsvetenskapsakademien.
Burman skrev artiklar för såväl militära facktidskrifter som för dagspressen. I en nekrolog berättas: ”I tal och skrift förfäktade han gärna sina åsikter och det stod ofta strid kring honom.” År 1969 gav han ut memoarboken Född till soldat. Han var inspektor vid högre allmänna läroverket i Enköping 1951–1955 och ordförande i Gotlands skytteförbund 1960–1963.
Burman var son till ryttmästaren Fale Burman och Cornelia Siwers. Han var från 1926 gift med Birgit Westman (född 1905) och från 1951 med Ingrid Gudrun Murray (född 1905). Fale Burman är begravd på Solna kyrkogård.

## Utmärkelser
- Riddare av Svärdsorden, 1942.[17]
- Riddare av Vasaorden, 1945.[18]
- Kommendör av Svärdsorden, 23 november 1953.[19]
- Kommendör av första klass av Svärdsorden, 23 november 1955.[20]
- Kommendör med stora korset av Svärdsorden, 6 juni 1966.[21]